# Episodi di Balki e Larry - Due perfetti americani (settima stagione)
La settima stagione della serie televisiva Balki e Larry - Due perfetti americani è stata trasmessa in anteprima negli Stati Uniti d'America dalla ABC tra il 20 settembre 1991 e il 3 maggio 1991.
| nº | Titolo originale           | Titolo italiano | Prima TV USA      | Prima TV Italia |
| -- | -------------------------- | --------------- | ----------------- | --------------- |
| 1  | Bachelor Party             |                 | 20 settembre 1991 |                 |
| 2  | The Wedding                |                 | 27 settembre 1991 |                 |
| 3  | This New House             |                 | 4 ottobre 1991    |                 |
| 4  | Weekend at Ferdinand's     |                 | 18 ottobre 1991   |                 |
| 5  | Fright Night               |                 | 25 ottobre 1991   |                 |
| 6  | The Gazebo                 |                 | 1º novembre 1991  |                 |
| 7  | Citizenship (Part 1)       |                 | 8 novembre 1991   |                 |
| 8  | Citizenship (Part 2)       |                 | 15 novembre 1991  |                 |
| 9  | Wild Turkey                |                 | 22 novembre 1991  |                 |
| 10 | Dimitri's World            |                 | 29 novembre 1991  |                 |
| 11 | Car Tunes                  |                 | 6 dicembre 1991   |                 |
| 12 | Door to Door               |                 | 20 dicembre 1991  |                 |
| 13 | Two Angry Men              |                 | 3 gennaio 1992    |                 |
| 14 | Missing                    |                 | 17 gennaio 1992   |                 |
| 15 | Going Once, Going Twice    |                 | 1º febbraio 1992  |                 |
| 16 | Yes Sir, That's My Baby    |                 | 8 febbraio 1992   |                 |
| 17 | Wayne Man                  |                 | 29 febbraio 1992  |                 |
| 18 | The Elevator               |                 | 14 marzo 1992     |                 |
| 19 | The Play's the Thing       |                 | 21 marzo 1992     |                 |
| 20 | Stress Test                |                 | 28 marzo 1992     |                 |
| 21 | Or Get Off the Pot         |                 | 4 aprile 1992     |                 |
| 22 | Chicago Suite              |                 | 11 aprile 1992    |                 |
| 23 | It Had to Be You           |                 | 18 aprile 1992    |                 |
| 24 | Get Me to the Dump on Time |                 | 18 aprile 1992    |                 |